# Psychrophrynella usurpator
Psychrophrynella usurpator is een kikker uit de familie Strabomantidae. De soort komt voor in Peru. Psychrophrynella usurpator wordt bedreigd door het verlies van habitat.